# Кетил
Кетил (гренл. Uiluit Qaqqaa, рус. гора-раковина) — гора в коммуне Куяллек (Гренландия). Высота — 2010 метров над уровнем моря (в некоторых источниках — 2003 м). Одна из немногих гор Гренландии, не имеющих постоянной «ледяной шапки». Расположена на восточном берегу фьорда Тасермиут. Сложена из гранита. Является одной из самых сложных гор для восхождения в категории «Покорение Большого склона», впервые была покорена по южному склону австрийскими альпинистами в 1974 году.